# وتداويات
الوتداويات (الاسم العلمي:Corynebacterineae) هي رتيبة من البكتيريا تتبع طائفة الشعاويات من شعبة البكتيريا الشعاوية.

## فصائل
- المتفطرات
- الوتديات